# Pseudochromis ransonneti
Pseudochromis ransonneti är en fiskart som beskrevs av Steindachner, 1870. Pseudochromis ransonneti ingår i släktet Pseudochromis och familjen Pseudochromidae. Inga underarter finns listade i Catalogue of Life.